# Въстание на спартакистите
Януарското въстание през 1919 година в Германия, известно също като Въстание на спартакистите, е въоръжено въстание на берлинските работници, предизвикано от действия на правителството.
В отговор на заповедта за уволнение на популярния сред работниците независим десен центрист Айхорн от поста директор на берлинската полиция на 4 януари в Берлин избухва обща стачка и се образува ръководен орган, наречен Революционен комитет за действие. По негов призив на 6 януари над 200 000 работници вдигат въстание.
Революционният комитет проявява пасивност, а контрареволюционните войски предприемат решително настъпление и смазват въстанието. На 15 януари са убити Карл Либкнехт и Роза Люксембург. С прокаран закон през Райхстага от лявоцентристкото социалдемократическо правителство Комунистическата партия на Германия е обявена извън законите.
Счита се, че с поражението на въстанието завършва процесът на Ноемврийската революция в Германия от 1918 г.